# Syntomenus
Syntomenus – rodzaj chrząszczy z rodziny kusakowatych i podrodziny rydzenic. Obejmuje dwa opisane gatunki.

## Morfologia i zasięg
Chrząszcze o wydłużonym, acz jak na przedstawicieli rodziny dość szerokim ciele długości od 3,3 do 3,5 mm. W ich ubarwieniu dominuje odcień rudy do rudobrązowego. Głowa ma zaopatrzoną w liczne długie szczecinki, dość słabo poprzeczną wargę górną o wypukłych brzegach bocznych i przednim oraz języczek rozwidlony w wierzchołkowej ⅓ na dwa płaty, z których każdy opatrzony jest drobnym, stożkowatym sensillum. Szerokość szyi wynosi około ⅓ szerokości głowy. Krótkie i silnie wysklepione przedplecze ma punktowanie drobne i rozrzedzone w częściach przedniej i przednio-bocznych oraz gęste i wyraźne w części tylnej. Boczne listewki przedplecza nie są widoczne patrząc od góry. Duże pokrywy mają delikatnie punktowaną powierzchnię. Odnóża tylnej pary mają stopy o pierwszym członie wyraźnie krótszym niż dwa następne razem wzięte. Odwłok ma szeroką podstawę, trzykrotnie szerszy niż dłuższy i opatrzony przednim wciskiem z grubym i gęstym punktowaniem trzeci tergit, wyposażone w przednie wciski tergity czwarty i piąty oraz pozbawiony takiego wcisku tergit szósty. Genitalia samca mają zwartej budowy edeagus z krótkim wyrostkiem wentralnym oraz krótką i wąską crista apicalis, paramerę zaś o płacie wierzchołkowym spłaszczonym, długości równej ¼–⅓ części nasadowej. Genitalia samicy mają spermateką pozbawioną wierzchołkowej inwaginacji oskórka.
Przedstawiciele rodzaju znani są z chińskiego Zhejiangu i z Laosu.

## Taksonomia
Takson ten wprowadzony został w 1939 roku przez Maxa Bernhauera na łamach „Mitteilungen der Münchner Entomologischen Gesellschaft” jako podrodzaj w obrębie rodzaju Blepharhymenus. Gatunkiem typowym wyznaczony został Blepharhymenus chinensis. W 2019 roku Volker Assing wyniósł Syntomenus do rangi osobnego rodzaju, jako jego przypuszczalnych najbliższych krewnych wskazując rodzaje Kortomenus i Colusa.
Do rodzaju tego należą dwa opisane gatunki:
- Syntomenus chinensis (Bernhauer, 1939)
- Syntomenus laoticus Assing, 2019